# Concert du nouvel an 2008 à Vienne
Le concert du nouvel an 2008 de l'orchestre philharmonique de Vienne, qui a lieu le 1er janvier 2008, est le 68e concert du nouvel an donné au Musikverein, à Vienne, en Autriche. Il est dirigé pour la première fois par un chef d'orchestre français, Georges Prêtre.
Cinq pièces sur les vingt-et-une au total sont jouées pour la première fois au concert du nouvel an, dont quatre en première partie.

## Programme
Les pièces suivies d'un astérisque (*) sont jouées pour la première fois.

### Première partie
1. Johann Strauss II : Napoleon-Marsch, marche, op. 156
2. Josef Strauss : Dorfschwalben aus Österreich, valse, op. 164
3. Josef Strauss : Laxenburge, polka, op. 60*
4. Johann Strauss : Paris, valse, op. 101*
5. Johann Strauss : Versailler Galopp, galop, op. 107*
6. Johann Strauss II : Orpheus-Quadrille, quadrille, op. 236*
7. Josef Hellmesberger II : Kleiner Anzeiger, galop, op. 4

### Deuxième partie
1. Johann Strauss II : ouverture de l'opérette Indigo und die 40 Räuber
2. Johann Strauss II : Freuet euch des Lebens, valse, op. 340
3. Johann Strauss II : Bluette, polka française, op.271
4. Johann Strauss II : Tritsch-Tratsch-Polka, polka rapide, op. 214
5. Joseph Lanner : Hofballtänze, valse, op. 161
6. Josef Strauss : Die Libelle, polka-mazurka, op. 204
7. Johann Strauss II : Russischer Marsch, marche, op. 426
8. Johann Strauss II : Die Pariserin, polka française, op. 238*
9. Johann Strauss : Chineser-Galopp, galop, op. 20
10. Johann Strauss II : Kaiserwalzer, valse, op. 437
11. Johann Strauss II : Die Bajadere, polka rapide, op. 351

### Rappels
1. Josef Strauss : Sport-Polka, polka rapide, op. 170
2. Johann Strauss II : Le Beau Danube bleu, valse, op. 314
3. Johann Strauss : Marche de Radetzky, marche, op. 228